# Oussama Jaziri
Oussama Jaziri, né le 6 novembre 1992 à Hammamet, est un handballeur tunisien jouant au poste d'arrière gauche.

## Palmarès

### En club
- Vainqueur de la coupe d'Égypte : 2021
- Vainqueur de la coupe d'Afrique des vainqueurs de coupe : 2021[2]
- Vainqueur de la Supercoupe d'Afrique : 2022

### En équipe nationale
- Médaille d'or au championnat d'Afrique 2018 ( Gabon)
- Médaille d'argent au championnat d'Afrique 2020 ( Tunisie)